# Emily Owens, M.D.
Emily Owens, M.D. è una serie televisiva statunitense creata da Jennie Snyder Urman che ha debuttato dal 16 ottobre 2012 sulla The CW.  In Italia viene trasmessa su Rai 3 dall'11 al 23 agosto 2013.

## Trama
Emily Owens è una ragazza laureata in medicina che attualmente svolge l'attività di tirocinante al Denver Memorial Hospital. Tra le corsie di questo ospedale ha l'occasione di lavorare a stretto contatto con il famoso cardiologo Gina Bandari. Tutto sembra perfetto, finché non scopre che nella stessa struttura lavorano anche Will Collins e Cassandra Kopelson, anch'essi tirocinanti e rispettivamente, vecchia cotta e nemesi di quando frequentava il liceo.

## Personaggi e interpreti

### Personaggi principali
- Emily Owens, interpretato da Mamie Gummer
- Will Collins, interpretato da Justin Hartley
- Cassandra Kopelson, interpretata da Aja Naomi King
- Tyra Dupre, interpretata da Kelly McCreary
- Micah Barnes, interpretato da Michael Rady
- Gina Bandari, interpretata da Necar Zadegan

### Personaggi ricorrenti
- Tim Dupre, interpretato da Harry Lennix
- Jessica, interpretata da Michelle Harrison
- Joyce Barnes, interpretata da Catherine Barroll
- E.R. Nurse, interpretato da Christine Willes
- Kelly Hamata, interpretata da Brittany Ishibashi

## Episodi
| Stagione       | Episodi | Prima TV USA | Prima TV Italia |
| -------------- | ------- | ------------ | --------------- |
| Prima stagione | 13      | 2012-2013    | 2013            |

## Produzione
La serie è stata ordinata da The CW durante gli upfront di maggio, per poi essere trasmessa in midseason. In origine, la serie era stata ordinata con il titolo di First Cut. Il 14 novembre 2012 fu diffusa la notizia che voleva la cancellazione ufficiale della serie da parte del network, notizia successivamente smentita in quanto non veritiera. La serie è stata ufficialmente cancellata dal network il 28 novembre 2012.